# Roussimort
Der Roussimort ist ein kleiner Fluss im Südwesten von Frankreich, der im Département Haute-Garonne der Region Okzitanien im Großraum der Stadt Toulouse verläuft.

## Geografie

### Verlauf
Der Roussimort entspringt im Gemeindegebiet von Muret, knapp an der Grenze zur benachbarten Gemeinde Lherm, nördlich des Flugplatzes Aerodrome de Muret-Lherm. Er entwässert generell Richtung Nordost durch das Ballungszentrum südlich von Toulouse und mündet nach rund 16 Kilometern im Gemeindegebiet von Portet-sur-Garonne als linker Nebenfluss in die Saudrune. Der Roussimort ändert in seinem Verlauf mehrmals den Namen: im Oberlauf wird er auch Ruisseau de Rebichet genannt, im Mittelteil Ruisseau de Binos und erst im Unterlauf nimmt er seinen definitiven Namen an.

### Durchquerte Gemeinden
(Reihenfolge in Fließrichtung)
- Muret
- Seysses
- Frouzins
- Villeneuve-Tolosane
- Cugnaux
- Portet-sur-Garonne